# Collema almbornii
Collema almbornii är en lavart som beskrevs av Degel. Collema almbornii ingår i släktet Collema och familjen Collemataceae.   Inga underarter finns listade i Catalogue of Life.